# Język tebi
Język tebi (a. tepi), także dubu – język papuaski z rodziny języków pauwasi, używany w prowincji Papua w Indonezji, przez mieszkańców wsi Dubu (dystrykt Web, kabupaten Keerom). Według danych z 2005 roku posługuje się nim 220 osób.
Jest wyraźnie zagrożony wymarciem, jego użytkownicy to osoby w podeszłym wieku. W użyciu są także języki indonezyjski i malajski papuaski.
W literaturze bywa nazywany „dubu”, ale sami jego użytkownicy preferują określenie „tebi”, które jest uważane za pierwotną nazwę języka.
Podobnie jak pozostałe języki pauwasi jest słabo opisany (dostępne są listy słownictwa). Jego najbliższym krewnym ma być towei (również z grupy zachodniej języków pauwasi), jednakże oba języki są na tyle od siebie odrębne (a zarazem od pozostałych języków pauwasi), że ich klasyfikacja pozostaje niepewna. Ograniczone dane z języków yafi i tebi (m.in. paradygmaty zaimków) sugerują przynależność języków pauwasi do rodziny transnowogwinejskiej.